# 小行星2061
小行星2061（2061 Anza）是一颗围绕太阳公转的小行星。1960年10月22日，亨利·李·吉克拉斯在弗拉格斯塔夫发现了此天体。
該小行星以西班牙探險家胡安·鮑提斯塔·德·安薩命名。
这颗小行星的绝对星等为156.5015380408167等。